# فرط حس التألم
فرط حس التألم هو أحد الأعراض السريرية لبعض الاضطرابات العصبية حيث تثير المنبهات المسببة للألم مستويات مبالغ فيها من الألم. لا ينبغي الخلط بين هذا وبين الألم الخيفي (المخالف)، حيث تثير المنبهات غير المؤلمة الألم عادة.

## الآلية
فرط حس التألم يصف ألم الاعتلال العصبي حيث تكون عتبة الألم مرتفعة من ناحية ومن ناحية أخرى يكون فرط الإثارة مركزيًا عندما يكون هناك فقدان للألياف.فرط حس التألم هو الكامن وراء إزالة التتابع المحيطي أو المركزي عند فقدان المدخلات الواردة. يحدث فقط عند مرضى آلام الأعصاب الذين يعانون من فقدان الألياف.
تعريف الرابطة الدولية لدراسة الألم (IASP) فرط حس التألم على أنه: متلازمة مؤلمة تتميز برد فعل مؤلم بشكل غير طبيعي لمحفز، وخاصة التحفيز المتكرر، فضلا عن زيادة العتبة. يتوافق التعريف أيضًا مع ملاحظة وهي: قد يحدث مع ألم الخيفي أو فرط الإحساس أو فرط التألم أو عسر الحس.